# Delta Machine
Delta Machine (в переводе с англ. — «Дельта-машина») — тринадцатый студийный альбом британской группы Depeche Mode, выпущенный 26 марта 2013 года. Наряду с обычным компакт-диском и винилом, было выпущено специальное двухдисковое издание с 28-страничным буклетом. Также группа анонсировала мировое турне в поддержку альбома (The Delta Machine Tour), который начался 4 мая 2013 года в Ницце и завершился в Москве 7 марта 2014 года.

## Об альбоме

### Запись
После окончания тура в поддержку альбома Sounds of the Universe, участники группы занялись сольными проектами. В ноябре 2011 года Энди Флетчер заявил, что группа готова приступить к записи нового альбома. В январе 2012 года участники группы собрались в студии в Санта-Барбаре, чтобы представить демозаписи новых песен и обсудить будущий альбом. Дэйв Гаан записал все новые песни в Нью-Йоркской студии Blanco совместно со своим другом, Куртом Инала, который помогал ему в записи вокала на альбомах Hourglass и The Light the Dead See. В марте группа приступила к работе над альбомом.
Флад сводил альбом в Лондоне, пока мы всё ещё записывали его в Нью-Йорке. Мы общались с ним только по Скайпу!
Продюсером вновь выступил Бен Хиллер, ранее уже работавший с группой над альбомами Playing the Angel и Sounds of the Universe. В интервью журналу Billboard Дэйв Гаан заявил, что группа, возможно, не будет дальше работать с Хиллером и альбом станет завершением данной «трилогии». Для сведения альбома был приглашён Флад, продюсировавший альбомы Violator и Songs of Faith and Devotion.

### Выпуск и продвижение
5 октября 2012 года на официальном сайте Depeche Mode появился цифровой таймер, отсчитывающий обратное время до пресс-конференции в Париже. Любой желающий мог поместить своё изображение на главную страницу сайта, опубликовав в Instagram фото с хештэгом #DepecheMode2013. 23 октября на пресс-конференции группа объявила о предстоящем туре, а также представила видео из студии с песней «Angel». 11 декабря группа объявила о подписании контракта с лейблом Columbia Records. В конце января 2013 года были представлены названия и даты выпуска альбома и первого сингла, а также трек-лист и форматы издания.
Первый сингл «Heaven», написанный Мартином Гором, стал доступен для цифровой загрузки 31 января 2013 года.
6 февраля в Нью-Йорке состоялось предпрослушивание альбома, на котором присутствовали несколько музыкальных журналистов.
11 марта группа выступила в Нью-Йорке на шоу Дэвида Леттермана, наряду с хитами исполнив 5 песен с нового альбома («Angel», «Should Be Higher», «Heaven», «Soft Touch / Raw Nerve» и «Soothe My Soul»).
15 марта 2013 года в утреннем шоу на радио BBC 6 состоялась премьера второго сингла «Soothe My Soul», который так же как и первый был написан Гором. Релиз на физическом носителе состоялся 13 мая того же года.
18 марта произошла утечка альбома в сеть. В этот же день на BBC 6 состоялась премьера песни «Secret to the End», а альбом стал полностью доступен для свободного потокового прослушивания через iTunes Store.

### Название
Название можно разделить на две части, первая из которых является отсылкой к блюзовой составляющей альбома, дельта-блюзу. «Это наше видение блюза. — Заявил Мартин Гор. — Если обернуться назад, можно проследить блюзовое влияние на довольно многих наших песнях, начиная с Violator <…>. И теперь, я думаю, мы просто сделали это более очевидным, отразив в названии». Вторая же часть характеризует другое, более традиционное для группы, электронное звучание альбома.

### Обложка
Автором обложки является Антон Корбейн. Фоновая фотография, снятая в Нью-Йорке, представляет собой вид из окна Jungle City Studios. Новый логотип был придуман Корбейном позже в Гамбурге, во время съёмок фильма «Особо опасен». По его словам, он хотел, чтобы «обложка отражала что-то сырое, индустриальное и независимое». Это восьмая по счёту обложка альбома, которую Корбейн разработал для группы (включая сборник The Best Of, Volume 1). Фото для буклета делюкс-издания альбома были сняты Корбейном в Нью-Йорке и Луизиане.

## Критика
| Совокупная оценка     | Совокупная оценка |
| Источник              | Оценка            |
| --------------------- | ----------------- |
| Metacritic            | 67/100            |
| Оценки критиков       |                   |
| Источник              | Оценка            |
| Entertainment Weekly  | A−                |
| Billboard             | (70/100)          |
| NME                   | (5/10)            |
| Rolling Stone         | [ 25 ]            |
| PopMatters            | (7/10)            |
| Pitchfork             | (5/10)            |
| musicOMH              | [ 28 ]            |
| Allmusic              | [ 29 ]            |
| Slant Magazine        | [ 30 ]            |
| Exclaim!              | (4/10)            |
| The Independent       | [ 32 ]            |
| The Guardian          | [ 33 ]            |
| The Daily Telegraph   | [ 34 ]            |
| The Observer          | [ 35 ]            |
| Clash                 | (8/10)            |
| This Is Fake DIY      | (8/10)            |
| Русскоязычные издания |                   |
| Известия              | (положительный)   |

Альбом получил в основном положительные отзывы со стороны музыкальных критиков. Сайт Metacritic поставил альбому среднюю оценку 67 из 100 на основе 32 рецензий.
Кайл Андерсон из Entertainment Weekly назвал Delta Machine самым сильным альбомом группы в 21-м столетии, похвалив работу программиста Кристоффера Берга. Лоуренс Грин из musicOMH оценил альбом в 4,5 балла из 5, отметив влияние на него проекта VCMG: «Создаётся впечатление, что они [Depeche Mode] оперируют чем-то, что переносит Delta Machine в свой собственный маленький мир синтетического наслаждения». Репортёр The Daily Telegraph Нил Маккормик поставил альбому 4 звезды из 5, однако отметил однообразность лирики основного автора группы: «Он [Гор] берётся за одни и те же темы (желание, дисфункция, грех и искупление) и очевидные метафоры, приправляя их подростковыми готическими образами ангелов и дьяволов и поэтизированием офисного клерка».

## Список композиций
| №                   | Название                 | Автор(ы)               | Длительность |
| ------------------- | ------------------------ | ---------------------- | ------------ |
| 1.                  | «Welcome to My World»    | Мартин Гор             | 4:56         |
| 2.                  | «Angel»                  | Гор                    | 3:57         |
| 3.                  | «Heaven»                 | Гор                    | 4:03         |
| 4.                  | «Secret to the End»      | Дэвид Гаан, Курт Инала | 5:12         |
| 5.                  | «My Little Universe»     | Гор                    | 4:24         |
| 6.                  | «Slow»                   | Гор                    | 3:45         |
| 7.                  | «Broken»                 | Гаан, Инала            | 3:58         |
| 8.                  | «The Child Inside»       | Гор                    | 4:16         |
| 9.                  | «Soft Touch / Raw Nerve» | Гор                    | 3:26         |
| 10.                 | «Should Be Higher»       | Гаан, Инала            | 5:04         |
| 11.                 | «Alone»                  | Гор                    | 4:29         |
| 12.                 | «Soothe My Soul»         | Гор                    | 5:22         |
| 13.                 | «Goodbye»                | Гор                    | 5:03         |
| Общая длительность: | Общая длительность:      | Общая длительность:    | 57:55        |

| №                   | Название               | Автор(ы)            | Длительность |
| ------------------- | ---------------------- | ------------------- | ------------ |
| 14.                 | «Long Time Lie»        | Гор, Гаан           | 4:25         |
| 15.                 | «Happens All the Time» | Гаан, Инала         | 4:20         |
| 16.                 | «Always»               | Гор                 | 5:07         |
| 17.                 | «All That’s Mine»      | Гаан, Инала         | 3:23         |
| Общая длительность: | Общая длительность:    | Общая длительность: | 17:15        |

| №   | Название                       | Длительность |
| --- | ------------------------------ | ------------ |
| 18. | «Heaven» (Live Studio Session) | 3:52         |

## Участники записи

### Depeche Mode
- Дэвид Гаан — вокал, слова
- Мартин Гор — гитара, клавишные, бэк-вокал, основной вокал в «The Child Inside» и «Always», музыка/слова
- Эндрю Флетчер — клавишные, бас-гитара

### Приглашённые музыканты
- Бен Хиллер — продюсер
- Кристоффер Берг — программирование
- Ферг Питеркин — звукорежиссёр
- Курт Инала — дополнительное программирование, запись вокала
- Томас Дельторо-Диаз, Уилл Лумис (Sound Design), Дэн Тобиасон (Jungle City Studios) — ассистенты звукорежиссёра
- Флад — сведение
- Роб Кёрван — звукорежиссёр по сведению
- Дрю Смит — ассистент по сведению
- Бант Стаффорд-Кларк — мастеринг
- Дэниел Миллер — A&R
- Антон Корбейн — дизайн и фотография
- Джонатан Кесслер — менеджмент

## Чарты и сертификации
| Чарт (2013)        | Позиция |
| ------------------ | ------- |
| Австралия          | 16      |
| Австрия            | 1       |
| Аргентина          | 2       |
| Бельгия (Фландрия) | 2       |
| Бельгия (Валлония) | 1       |
| Великобритания     | 2       |
| Венгрия            | 1       |
| Германия           | 1       |
| Греция             | 2       |
| Дания              | 1       |
| Ирландия           | 2       |
| Испания            | 3       |
| Италия             | 1       |
| Канада             | 2       |
| Мексика            | 3       |
| Новая Зеландия     | 24      |
| Нидерланды         | 3       |
| Норвегия           | 2       |
| Польша             | 1       |
| Португалия         | 3       |
| Россия             | 1       |
| Словения           | 6       |
| США                | 6       |
| Финляндия          | 3       |
| Франция            | 2       |
| Хорватия           | 1       |
| Чехия              | 1       |
| Швейцария          | 1       |
| Швеция             | 1       |
| Шотландия          | 3       |
| Эстония            | 4       |
| Южная Корея        | 77      |
| Япония             | 14      |

| Страна         | Сертификация |
| -------------- | ------------ |
| Австрия        | Золотой      |
| Великобритания | Серебряный   |
| Венгрия        | 2×Платиновый |
| Германия       | Платиновый   |
| Испания        | Золотой      |
| Италия         | Золотой      |
| Польша         | 2×Платиновый |
| Швейцария      | Платиновый   |
| Швеция         | Золотой      |

## Хронология выпуска
| Страна         | Дата          | Лейбл          | Форматы          |
| -------------- | ------------- | -------------- | ---------------- |
| Германия       | 22 марта 2013 | Sony Music     | CD (+CD), ЦД     |
| Ирландия       | 22 марта 2013 | Sony Music     | CD (+CD), ЦД     |
| Франция        | 25 марта 2013 | Sony Music     | CD (+CD), ЦД     |
| Великобритания | 25 марта 2013 | Sony Music     | CD (+CD), LP, ЦД |
| Италия         | 26 марта 2013 | Sony Music     | CD (+CD), LP, ЦД |
| Россия         | 26 марта 2013 | Sony Music, CP | CD, ЦД           |
| США            | 26 марта 2013 | Columbia       | CD (+CD), LP, ЦД |
| Япония         | 27 марта 2013 | Sony Music     | CD (+CD), ЦД     |
| Австралия      | 29 марта 2013 | Sony Music     | CD (+CD), ЦД     |